# Linsleya infidelis
Linsleya infidelis es una especie de coleóptero de la familia Meloidae.

## Distribución geográfica
Habita en Washington y California (Estados Unidos).